# Sabroom
Sabroom è una suddivisione dell'India, classificata come nagar panchayat, di 5.766 abitanti, situata nel distretto del Tripura Meridionale, nello stato federato del Tripura. In base al numero di abitanti la città rientra nella classe V (da 5.000 a 9.999 persone).

## Geografia fisica
La città è situata a 23° 0' 0 N e 91° 43' 55 E e ha un'altitudine di 25 m s.l.m..

## Società

### Evoluzione demografica
Al censimento del 2001 la popolazione di Sabroom assommava a 5.766 persone, delle quali 2.992 maschi e 2.774 femmine. I bambini di età inferiore o uguale ai sei anni assommavano a 627, dei quali 312 maschi e 315 femmine. Infine, coloro che erano in grado di saper almeno leggere e scrivere erano 4.721, dei quali 2.568 maschi e 2.153 femmine.